# Leif Furhammar
Leif Gunnar Furhammar, född 26 april 1937 i Eksjö, Jönköpings län, död 1 november 2015 i Oscars församling i Stockholm, var en svensk filmvetare, filmkritiker och författare. 

## Biografi
Leif Furhammar var son till journalisten Josef Furhammar och Ruth Karlstedt samt brorson till Gunnar Furhammar. Han studerade först medicin och avlade medicine kandidat-examen 1958. Han blev filosofie licentiat 1964.  
Furhammar arbetade under 1960-talet och 1970-talet bland annat som filmrecensent på Svenska Dagbladet och som redaktör för programmet Biodags på Sveriges Radio. Han var 1978–1990 professor i filmvetenskap vid Stockholms universitet. Under åren 1987–2009 TV-krönikör på Dagens Nyheter.1993 var han Sommarvärd i Sveriges Radio P1
Redan 1965 tilldelades Furhammar en Guldbagge för "särskilda insatser i svensk film". Bland annat hade han producerat en serie för svensk tv (dåvarande Sveriges Radio) om filmens historia. 1992 fick han sin andra Guldbagge, då för boken Filmen i Sverige.
Furhammar gjorde serien En underbar uppfinning som visades i SVT 1996, och handlade om den svenska filmens historia. Året därpå visades TV-serien Filmen i verkligheten, som handlade om den svenska dokumentärfilmens historia. 
Furuhammar var från 1978 och fram till sin död gift med Barbro Furhammar, född Ramberg 1943. Han är begravd på Galärvarvskyrkogården i Stockholm.

## Filmografi
- 1993 – Minns Ni?
- 1995 – Stjärnbilder
- 1996 – En underbar uppfinning
- 1997 – Filmen i verkligheten
- 1999 – Shortcuts från Sandrews
- 2000 – Krig och propaganda
- 2003 – Annalisa!
- 2004 – Dramat i soffan
- 2005 – Lysande, Sickan!
- 2012 – Fanny och Alexander och andra Bergmanbarn

## Utmärkelser
- 1965 – Guldbaggen
- 1983 – Bengt Idestam-Almquists "Robin Hood-plaketten"
- 1991 – Chaplins filmpris
- 1992 – Guldbaggen
- 1996 – Filmpublicisternas Hederspenna
- 2010 – Jurgen Schildt-priset

## Fotnoter
1. ↑  Tidningarnas Telegrambyrå. ”Filmprofessorn Leif Furhammar är död”. Göteborgsposten. Arkiverad från originalet den 5 mars 2016. https://web.archive.org/web/20160305072104/https://www.gp.se/kulturnoje/1.2882816-filmprofessorn-leif-furhammar-ar-dod. Läst 1 november 2015.
2. ↑  Furhammar, Karl Josef, redaktör, Eksjö i Vem är Vem? / Götalandsdelen utom Skåne 1948 / s 327.
3. ↑  Nicholas Wennö (1 november 2015). ”Filmprofessor Leif Furhammar död”. DN. http://www.dn.se/kultur-noje/film-tv/filmprofessor-leif-furhammar-dod/. Läst 4 november 2015.
4. ↑  Paterson, Jennifer. ”Leif Furhammar är död”. SVT. http://www.svt.se/kultur/leif-furhammar-ar-dod. Läst 4 november 2015.
5. ↑  SvenskaGravar